# Julius Jaenisch
Julius Jaenisch (geboren am 6. Oktober 1890 in Berlin als Louis Ferdinand Julius Jänisch; gestorben 1. Oktober 1964 in Berlin-Mitte) war ein deutscher Nachrichtensprecher. Ab 1925 war er Nachrichtenansager der Funk-Stunde Berlin, des ersten Hörfunksenders in Deutschland, der 1935 zum Reichssender Berlin umgestaltet wurde.

## Leben und Werk
Jaenisch besuchte zunächst das Sophien-Realgymnasium, später die Hauptkadettenanstalt in Groß-Lichterfelde. Er wandte sich, da er wegen eines Leidens nicht die Offizierslaufbahn einschlagen konnte, dem Bankfach zu. Danach arbeitete er als Telefonist an der Börse. Im Ersten Weltkrieg war er zuerst an der Ostfront eingesetzt. Wegen eines Herzleidens kam er danach in eine Postüberwachungsstelle. Nach Kriegsende arbeitete er als Nachrichtenredakteur in einem Berliner Büro für auswärtige Zeitungen. Er berichtete unter anderem von der Weimarer Nationalversammlung. In der Folge war er in einer Außenhandelsstelle und dann als Kassierer einer Berliner Privatbank tätig. Er bewarb sich auf eine öffentliche Ausschreibung der Funk-Stunde Berlin und entschied das Vorsprechen für sich. Ab 1925 wirkte er als Sprecher der Wetter-, Wirtschafts- und Sportnachrichten. Durch den Wahlsonderdienst wurde er auch überregional bekannt. Seine Aussprache soll sehr deutlich gewesen sein, der Tonfall leicht nasal. Er errang rasch hohe Beliebtheit beim Publikum. In einem Interview von 1935 beschrieb er seine Tätigkeit wie folgt:

„Die Ansage soll klar, kurz und sachlich sein. Trotzdem kann sie durch die Stimme liebenswürdig gebracht werden. . . Wir müssen mit dem Gongschlag da sein.“

Das letzte Lebenszeichen stellt eine Hörspielaufzeichnung mit Gustaf Gründgens aus dem Jahr 1937 dar. Einen Hinweis auf sein weiteres Schicksal gab 2016 eine von Goebbels’ Sekretärinnen:

„Jule Jaenisch, ein wunderbarer Mann, ohne den existierte der ganze Rundfunk nicht. Der morgens, mittags, abends die ganzen Nachrichten gesprochen hat. Jule Jaenisch war im KZ. »Ja, aber warum denn?« »Ja, der soll ja schwul sein.« »Ach, um Gottes willen, der – schwul?«“

## Hörspiel
- Hans Sonnenstoßers Höllenfahrt von Paul Apel, Hörspielfassung von Gustaf Gründgens, Bearbeitung: Harald Braun, Musik: Mark Lothar. Mit Gustaf Gründgens, Theo Lingen, Lola Müthel, Charlotte Witthauer, Franz Weber, Margarethe Schön, Volker von Collande, Elsa Wagner, Will Dohm, Irma Schwab, Wilhelm Ehlers, Julius Jaenisch. RRG 1937[4]